# Stal Gorzów Wielkopolski (żużel) w sezonie 2013
Sezon 2013 był 47. Stali Gorzów Wielkopolski w ekstralidze i 66. w historii klubu.

## Rozgrywki

### Statystyki
Zasady klasyfikacji: minimum 1 start w rozgrywkach ekstraligi w sezonie 2013.
| Msc. | Żużlowiec          | Wiek | M. | B.  | Pkt. | Bon. | Razem | Śr. bieg. | KSM |
| ---- | ------------------ | ---- | -- | --- | ---- | ---- | ----- | --------- | --- |
| 2    | Niels K. Iversen   | 31   | 18 | 104 | 246  | 15   | 261   | 2,510     | –   |
| 20   | Krzysztof Kasprzak | 29   | 18 | 99  | 182  | 10   | 192   | 1,939     | –   |
| 28   | Bartosz Zmarzlik   | 18   | 18 | 92  | 151  | 13   | 164   | 1,783     | –   |
| 36   | Tomasz Gapiński    | 31   | 12 | 50  | 74   | 8    | 82    | 1,640     | –   |
| 43   | Daniel Nermark     | 36   | 14 | 39  | 50   | 9    | 59    | 1,513     | –   |
| 50   | Linus Sundström    | 23   | 8  | 39  | 49   | 7    | 56    | 1,436     | –   |
| 60   | Paweł Hlib         | 27   | 15 | 56  | 40   | 10   | 50    | 0,893     | –   |
| nsk  | Adrian Cyfer       | 18   | 11 | 31  | 27   | 6    | 33    | 1,065     | –   |
| nsk  | Łukasz Cyran       | 21   | 8  | 23  | 17   | 1    | 18    | 0,783     | –   |
| nsk  | Łukasz Jankowski   | 31   | 3  | 6   | 3    | 1    | 4     | 0,667     | –   |
| nsk  | Adrian Gomólski    | 26   | 1  | 3   | 1    | 0    | 1     | 0,333     | –   |

Wiek według roku urodzenia. Żużlowcy do 21 lat - młodzieżowcy (inaczej juniorzy),
M. - liczba meczów, B. - liczba biegów, Pkt. - liczba punktów, Bon. - liczba bonusów,
Razem - suma Pkt. i Bon., Śr. bieg. - iloraz Razem przez B., KSM - iloczyn Śr. bieg. bez Bon. razy 4,
Msc. - miejsce na liście klasyfikacyjnej, nsk - żużlowiec niesklasyfikowany

### Enea Ekstraliga
| 1 runda 27 kwietnia 2013 | Stal Gorzów Wielkopolski | 43:47 | Fogo Unia Leszno | Stadion im. Edwarda Jancarza Widzów: 9 500 Sędzia: Marek Wojaczek |
| 1 runda 27 kwietnia 2013 | 9. Krzysztof Kasprzak 8 (3,3,1,d,1) 10. Paweł Hlib 0 (0,0,0,–) 11. Niels K. Iversen 15 (t,3,3,3,3,3) 12. Linus Sundström 5 (2,1,1,1) 13. Daniel Nermark 2 (0,2,w,w,–) 14. Łukasz Cyran 4 (3,w,1) 15. Bartosz Zmarzlik 9 (2,0,2,2,3,0) | 43:47 | 1. Grzegorz Zengota 7 (1,w,3,2,1) 2. Damian Baliński 6 (2,2,1,1) 3. Fredrik Lindgren 12 (3,3,2,2,2) 4. Kenneth Bjerre 10 (1,1,3,3,2) 5. Przemysław Pawlicki 9 (3,2,2,2,0) 6. Piotr Pawlicki 1 (0,1,t) 7. Tobiasz Musielak 2 (1,1,w) | Stadion im. Edwarda Jancarza Widzów: 9 500 Sędzia: Marek Wojaczek |

| 2 runda 9 czerwca 2013 | Betard Sparta Wrocław | 42:48 | Stal Gorzów Wielkopolski | Stadion Olimpijski we Wrocławiu Widzów: 4 500 Sędzia: Leszek Demski |
| 2 runda 9 czerwca 2013 |                       | 42:48 |                          | Stadion Olimpijski we Wrocławiu Widzów: 4 500 Sędzia: Leszek Demski |

| 3 runda 14 kwietnia 2013 | Stal Gorzów Wielkopolski | 42:48 | PGE Marma Rzeszów | Stadion im. Edwarda Jancarza Widzów: 11 000 Sędzia: Leszek Demski |
| 3 runda 14 kwietnia 2013 |                          | 42:48 |                   | Stadion im. Edwarda Jancarza Widzów: 11 000 Sędzia: Leszek Demski |

| 4 runda 21 kwietnia 2013 | Unibax Toruń | 54:36 | Stal Gorzów Wielkopolski | Motoarena Toruń Widzów: 8 486 Sędzia: Wojciech Grodzki |
| 4 runda 21 kwietnia 2013 |              | 54:36 |                          | Motoarena Toruń Widzów: 8 486 Sędzia: Wojciech Grodzki |

| 5 runda 28 kwietnia 2013 | Unia Tarnów | 42:47 | Stal Gorzów Wielkopolski | Stadion Miejski w Tarnowie Widzów: 7 000 Sędzia: Leszek Demski |
| 5 runda 28 kwietnia 2013 |             | 42:47 |                          | Stadion Miejski w Tarnowie Widzów: 7 000 Sędzia: Leszek Demski |

| 6 runda 5 maja 2013 | Stal Gorzów Wielkopolski | 48:42 | Lechma Start Gniezno | Stadion im. Edwarda Jancarza Widzów: 9 300 Sędzia: Artur Kuśmierz |
| 6 runda 5 maja 2013 |                          | 48:42 |                      | Stadion im. Edwarda Jancarza Widzów: 9 300 Sędzia: Artur Kuśmierz |

| 7 runda 24 czerwca 2013 | Dospel Włókniarz Częstochowa | 48:42 | Stal Gorzów Wielkopolski | Arena Częstochowa Widzów: 10 000 Sędzia: Krzysztof Meyze |
| 7 runda 24 czerwca 2013 |                              | 48:42 |                          | Arena Częstochowa Widzów: 10 000 Sędzia: Krzysztof Meyze |

| 8 runda 19 maja 2013 | Stal Gorzów Wielkopolski | 50:40 | Stelmet Falubaz Zielona Góra | Stadion im. Edwarda Jancarza Widzów: 13 300 Sędzia: Jerzy Najwer |
| 8 runda 19 maja 2013 |                          | 50:40 |                              | Stadion im. Edwarda Jancarza Widzów: 13 300 Sędzia: Jerzy Najwer |

| 9 runda 26 maja 2013 | składywęgla.pl Polonia Bydgoszcz | 47:43 | Stal Gorzów Wielkopolski | Stadion Miejski im. Marszałka Józefa Piłsudskiego Widzów: 4 000 Sędzia: Artur Kuśmierz |
| 9 runda 26 maja 2013 |                                  | 47:43 |                          | Stadion Miejski im. Marszałka Józefa Piłsudskiego Widzów: 4 000 Sędzia: Artur Kuśmierz |

| 10 runda 2 czerwca 2013 | Stal Gorzów Wielkopolski | 52:38 | składywęgla.pl Polonia Bydgoszcz | Stadion im. Edwarda Jancarza Widzów: 9 500 Sędzia: Leszek Demski |
| 10 runda 2 czerwca 2013 |                          | 52:38 |                                  | Stadion im. Edwarda Jancarza Widzów: 9 500 Sędzia: Leszek Demski |

| 11 runda 16 czerwca 2013 | Stelmet Falubaz Zielona Góra | 50:40 | Stal Gorzów Wielkopolski | Stadion Żużlowy w Zielonej Górze Widzów: 13 000 Sędzia: Leszek Demski |
| 11 runda 16 czerwca 2013 |                              | 50:40 |                          | Stadion Żużlowy w Zielonej Górze Widzów: 13 000 Sędzia: Leszek Demski |

| 12 runda 30 czerwca 2013 | Stal Gorzów Wielkopolski | 43:47 | Dospel Włókniarz Częstochowa | Stadion im. Edwarda Jancarza Widzów: 10 500 Sędzia: Krzysztof Meyze |
| 12 runda 30 czerwca 2013 |                          | 43:47 |                              | Stadion im. Edwarda Jancarza Widzów: 10 500 Sędzia: Krzysztof Meyze |

| 13 runda 7 lipca 2013 | Lechma Start Gniezno | 45:45 | Stal Gorzów Wielkopolski | Stadion Startu Gniezno Widzów: 7 500 Sędzia: Artur Kuśmierz |
| 13 runda 7 lipca 2013 |                      | 45:45 |                          | Stadion Startu Gniezno Widzów: 7 500 Sędzia: Artur Kuśmierz |

| 14 runda 21 lipca 2013 | Stal Gorzów Wielkopolski | 55:35 | Unia Tarnów | Stadion im. Edwarda Jancarza Widzów: 10 800 Sędzia: Artur Kuśmierz |
| 14 runda 21 lipca 2013 |                          | 55:35 |             | Stadion im. Edwarda Jancarza Widzów: 10 800 Sędzia: Artur Kuśmierz |

| 15 runda 28 lipca 2013 | Stal Gorzów Wielkopolski | 53:37 | Unibax Toruń | Stadion im. Edwarda Jancarza Widzów: 10 500 Sędzia: Wojciech Grodzki |
| 15 runda 28 lipca 2013 |                          | 53:37 |              | Stadion im. Edwarda Jancarza Widzów: 10 500 Sędzia: Wojciech Grodzki |

| 16 runda 4 sierpnia 2013 | PGE Marma Rzeszów | 45:45 | Stal Gorzów Wielkopolski | Stadion Miejski w Rzeszowie Widzów: 5 200 Sędzia: Marek Wojaczek |
| 16 runda 4 sierpnia 2013 |                   | 45:45 |                          | Stadion Miejski w Rzeszowie Widzów: 5 200 Sędzia: Marek Wojaczek |

| 17 runda 15 sierpnia 2013 | Stal Gorzów Wielkopolski | 61:29 | Betard Sparta Wrocław | Stadion im. Edwarda Jancarza Widzów: 12 100 Sędzia: Krzysztof Meyze |
| 17 runda 15 sierpnia 2013 |                          | 61:29 |                       | Stadion im. Edwarda Jancarza Widzów: 12 100 Sędzia: Krzysztof Meyze |

| 18 runda 18 sierpnia 2013 | Fogo Unia Leszno | 43:47 | Stal Gorzów Wielkopolski | Stadion im. Alfreda Smoczyka Widzów: 5 000 Sędzia: Artur Kuśmierz |
| 18 runda 18 sierpnia 2013 |                  | 43:47 |                          | Stadion im. Alfreda Smoczyka Widzów: 5 000 Sędzia: Artur Kuśmierz |

### Bilans meczów
| Runda    | 3 | 4  | 1  | 5 | 6 | 8 | 9 | 10 | 2 | 11 | 7 | 12 | 13 | 14 | 15 | 16 | 17 | 18 |
| Miejsce  | D | W  | D  | W | D | D | W | D  | W | W  | W | D  | W  | D  | D  | W  | D  | W  |
| Rezultat | P | P  | P  | Z | Z | Z | P | Z  | Z | P  | P | P  | R  | Z  | Z  | R  | Z  | Z  |
| Pozycja  | 7 | 10 | 10 | 6 | 6 | 6 | 6 | 3  | 3 | 4  | 4 | 6  | 7  | 6  | 6  | 6  | 5  | 5  |

Legenda:       runda zasadnicza: kolejki 1–18;       play-off: kolejki 19–22;       1. miejsce;       2. miejsce;       3. miejsce;       Baraż o prawo startu w ekstralidze w 2014 roku;       Spadek
D – Mecz rozgrywany u siebie; W – Mecz rozgrywany na wyjeździe; Z – zwycięstwo; P – przegrana; R – remis